# Pedro Mesía de la Cerda
Pedro Messía de la Cerda y de los Ríos (Córdoba, 16 de febrero de 1700-Madrid, 15 de abril de 1783) fue un noble y marino español, 5.º Marqués de la Vega de Armijo, teniente general de la Real Armada y 6.º virrey de Nueva Granada.

## Biografía

### Carrera militar
Después de correr caravanas, profesó como caballero de la Orden de Malta. Deseando servir en la recién reformada Real Armada, sentó plaza de guardiamarina en Cádiz el 10 de junio de 1717. Recibió su bautismo de fuego en la expedición a Cerdeña con la escuadra del Marqués de Mari. También tomó parte en la conquista de Sicilia con la escuadra de Antonio Gaztañeta y en la acción que la siguió en cabo Passaro contra la escuadra del almirante George Byng. Fue hecho prisionero y canjeado.
Al regreso a Cádiz en la división de Guevara, combatió en el apresamiento de una fragata de guerra británica. En 1719, en el Cantábrico y embarcado en la división de Rodrigo de Torres, luchó con una fragata y una balandra británica, apresándolas. Sobre el cabo de San Vicente combatió durante cinco horas contra tres navíos británicos de superior porte, que abandonaron el combate.
Hizo viajes con caudales desde América, con la flota mandada por Guevara y después el corso en el mar Mediterráneo contra buques berberiscos. Ascendió a alférez de fragata el 26 de noviembre de 1726, y con este grado embarcó en la escuadra de Rodrigo de Torres, que operó por el canal de la Mancha apresando cinco mercantes británicos. En la escuadra del general Francisco Javier Cornejo, ya de teniente de fragata, concurrió a la expedición contra Orán con las tropas del Duque de Montemar en junio de 1732.
Al año siguiente formó parte de una expedición a Italia en la escuadra del Conde de Clavijo. Desembarcó con tropas de marina y tomó parte en diferentes hechos de armas. En 1735, ascendió a capitán de fragata, navegó por aguas de América, en la protección de la recalada en San Vicente e islas Azores. Diez años más tarde y con el grado de capitán de navío tomó el mando del navío Glorioso con el que llevó adelante la famosa Carrera del Glorioso. A la altura de las Azores rechazó el ataque del buque británico Warwick de 60 cañones y la fragata Lark, a los que desmanteló (25 de julio de 1747). A la altura de Finisterre volvió a rechazar otro ataque de un navío británico, el Oxford, de 60 cañones, y de 2 fragatas de 24 y 20, pertenecientes a la escuadra del almirante John Byng, logrando al fin entrar en Corcubión y desembarcar su carga (16 de agosto de 1747). Abandonó el puerto rumbo a Cádiz, y a la altura del cabo de San Vicente fue atacado sucesivamente por cuatro fragatas corsarias británicas (King George y Prince Frederick, Duke y Princess Amelia) -que se retiraron destrozadas- y por el navío Darmouth de 50 cañones, el cual fue destruido por la artillería española, salvándose sólo 12 hombres. Finalmente, acosado por otro bajel británico, el Russell de 80 cañones, y dos fragatas más, Mesía de la Cerda rindió su navío al haber agotado sus municiones (19 de octubre de 1747). Por su proceder fue ascendido a jefe de escuadra, recibiendo también la llave de gentilhombre.
En marzo de 1750 recibió el mando de una fuerza naval destinada a combatir a los corsarios argelinos. La componían dos navíos y cuatro jabeques de nueva construcción. No se obtuvieron en esta campaña los resultados que se esperaban, y por defectos de construcción de los jabeques tuvo que continuarla sólo con los navíos. Tras un corto servicio en la escuadra del general Francisco Liaño, comandante general del departamento de Cartagena de Levante, reanudó el corso con los dos navíos primero y otra vez con los cuatro jabeques. En 1755 arbolando su insignia en el navío de línea Tigre y como comandante general de la escuadra del Mediterráneo, tomó el mando directo de una de sus dos divisiones, formadas por dos navíos, una fragata y cuatro jabeques. En 1757, ya teniente general, fue nombrado consejero del Supremo de Guerra.

### Virrey de Nueva Granada
El 13 de marzo de 1760 se le nombró virrey, gobernador y capitán general de Nueva Granada y presidente además de la Real Audiencia de Santa Fe, cargos de los que tomó posesión el 24 de febrero de 1761. Le acompañaba su médico personal, el celebérrimo José Celestino Mutis, uno de los más destacados científicos españoles de la Ilustración.
Mesía encontró el virreinato en un estado caótico y las arcas vacías, tal como comunicó a la Corte en su primer informe. Estuvo 10 meses en Cartagena de Indias y encargó la restauración de las fortificaciones al general de ingenieros Antonio de Arévalo. Una vez en Bogotá, aprobó la fundación del primer colegio femenino del Virreinato, y por mediación de Mutis dispuso la creación de cátedras de Matemáticas en los centros de enseñanza superior de Nueva Granada. Por Real cédula de Carlos III de 8 de diciembre de 1762 dirigida al virrey Mesía, este nombró a Juan Antonio Zelaya Gobernador de Guayaquil el 11 de octubre de 1763, y el 17 de mayo de 1766 le otorgó el título de Presidente interino de Quito.
Fomentó la minería de plata en los yacimientos de Mariquita, a cuyo cargo puso a los hermanos Fausto y Juan José Delhuyar, descubridores del wolframio. Para aumentar los ingresos de las cajas reales, estableció el estanco del aguardiente de caña y nacionalizó el servicio postal. Asimismo propuso la liberalización del comercio del Virreinato, que sería aprobada por el rey Carlos III algunos años después, el 12 de octubre de 1778.
Los nuevos impuestos, unidos a su propuesta de abolir la Audiencia de Quito, provocaron la doble rebelión de esta ciudad por la aristocracia criolla, la llamada Revolución de los Estancos en 1765. En la primera, los rebeldes exigieron la abolición del estanco del aguardiente, pero en la segunda, envalentonados por la satisfacción de sus demandas, saquearon y mataron por toda la ciudad, llamando a la expulsión de todos los españoles. El virrey Mesía, carente de tropas para reprimir los disturbios, tuvo que aceptar los hechos consumados.
En 1767, en cumplimiento de la Pragmática Sanción, supervisó la expulsión de los 187 jesuitas residentes en Nueva Granada. Dispuso igualmente que las bibliotecas jesuíticas fueran trasladadas y con sus fondos creó la Real Biblioteca de Santa Fe de Bogotá, que luego sería la Biblioteca Nacional de Colombia, primera biblioteca pública de Nueva Granada.
Ante la falta endémica de pólvora para las guarniciones militares, ordenó la búsqueda exhaustiva de salitre, que fue hallado en Tunja y Sogamoso, y creó la Real Fábrica de Pólvora de Santa Fe.
Sus últimos años de gobierno estuvieron amargados por los disturbios en Quito y los choques con la Audiencia de esta ciudad. El 21 de diciembre de 1771 fue aceptada su renuncia al cargo, que se hizo efectiva el 31 de octubre de 1772, para regresar seguidamente a España.